# Nicolas-Jean Hugou de Bassville
Nicolas-Jean Hugou de Bassville, né le 7 février 1753 à Abbeville et mort assassiné le 14 janvier 1793 à Rome, est un journaliste et diplomate français.

## Biographie

### Sa carrière
Hugou de Bassville collabore à divers journaux politiques et publie plusieurs ouvrages, parmi lesquels une biographie de François Lefort et des Mémoires de la Révolution.
Il est secrétaire de la délégation française à Naples, sous la Convention. Le 13 novembre 1792, il est chargé d'une mission particulière à Rome, alors capitale des États pontificaux : outre la protection des artistes français menacés par l'Inquisition par leurs opinions et leur absence de foi, il est également tenu de se substituer au directeur déchu de l'Académie de France au palais Mancini.
Les états pontificaux ont alors des relations diplomatiques extrêmement tendues avec le gouvernement français : la déchéance de la monarchie et de son représentant, la constitution civile du clergé — qui a fait fuir jusqu'en Italie les prêtres qui ne voulaient pas s'y soumettre —, et la présence de la flotte française sur la côte sont autant de points de friction.
Hugou de Bassville reçoit en décembre de nouvelles instructions : il doit substituer, sur les murs du palais Mancini comme sur ceux du consulat de France à Rome, les emblèmes de la République aux armes royales. Les tensions avec la population romaine sont alors exacerbées à la fois par la mise en œuvre de ces projets et par les démonstrations outrancières des pensionnaires du palais.

### Son meurtre
Le 13 janvier 1793, l'épouse de Hugou de Bassville et son fils, accompagnés du diplomate Amaury Duval et du major Flotte, sortent de l'immeuble que la famille de Bassville occupe, pour une promenade sur le Corso ; les cocardes tricolores qu'ils arborent irritent ceux qu'ils croisent, qui forment une troupe menaçante autour de leur voiture. Celle-ci revient au palais, mais la foule décide de le prendre d'assaut. Le major Flotte prend la fuite par une fenêtre, la famille de Bassville se réfugie au grenier, et plusieurs pensionnaires de l'Académie (Lafitte, Girodet et Léonor Mérimée) sont pris à partie. Hugou de Bassville fait également face à la foule ; il reçoit un coup d'arme blanche au ventre. Il décède le lendemain. «Les tensions diplomatiques avec les agents français débouchent sur la mort d’Hugou de Bassville du fait de la fureur populaire», selon l'historien Gérard Pelletier.

### Après sa mort
Malgré les appels au calme du pape Pie VI, les ressortissants français quittent précipitamment ses États. La Convention ordonne qu'on tire une vengeance éclatante de cet attentat (sans pour autant y parvenir) et adopte son fils, Jean François Marie Édouard (né le 9 janvier 1791 à Paris), au nom de la République. Son épouse, Marie Catherine Colson, bénéficie d'une rente à vie de 1 500 francs, dont les deux tiers réversibles à son fils à sa mort, par décret du 2 février 1793 de la Convention nationale. Cette somme est réduite à 500 francs par une loi du 9 vendémiaire an VI.
En février 1797, Napoléon Bonaparte impose au pape le traité de Tolentino, qui comporte en son dix-huitième article l'obligation pour Pie VI de condamner l'assassinat, et de verser 300 000 livres aux victimes de celui-ci. À la mort de l'épouse de Hugou de Bassville, une ordonnance royale de Louis-Philippe du 10 juillet 1834 reverse la somme de 333 francs en rente viagère à son fils, alors officier au 3e régiment de hussards. Nommé maréchal de camp en 1846, commandant le département des Hautes-Pyrénées, il meurt à Versailles le 18 mars 1857.

## Publications

### Comme auteur
- Réflexions d'un instituteur sur un roman intitulé Adèle et Théodore, ou Lettres sur l'éducation, Philadelphie et Paris, s. n., 1782, 24 p. — Paru sous l'anonymat. L'adresse de Philadelphie est fantaisiste (l'ouvrage a été imprimé à Paris par François-Ambroise Didot). Réédité sous le titre :
- Apologie du roman d’Adèle et Théodore, précédée d'une Lettre du bailli de Vaugirard au barbier de Séville, Neufchatel (conforme à la copie imprimée à Philadelphie), 1782, 34 p. — Concerne le roman de Mme de Genlis. Paru sous l'anonymat. Semble avoir été imprimé par Samuel Fauche, libraire à Neuchâtel.
- Mélanges érotiques et historiques, ou les Œuvres posthumes d'un inconnu, publiés par un chapelain de Paphos, Salamine, s. n., 1784, VIII-133 p. — Paru sous l'anonymat.
- Élémens de mythologie, avec l'Analyse des poëmes d'Homère et de Virgile, suivie de l'explication allégorique à l'usage des jeunes personnes de l'un et l'autre sexe, Genève et Paris, B. Chirol et Laurent, 1784, VIII-311 p. (lire en ligne). — Rééd. chez d'autres éditeurs en 1804 et 1816.
- Précis historique sur la vie et les exploits de François Le Fort, citoyen de Genève, général et grand amiral de Russie..., Genève et Paris, P. Barde et Laurent, 1784, XVIII-208 p. (lire en ligne). — Rééd. à Lausanne, chez F. Grasset, en 1786.
- Lettre à M. Moreau le jeune... suivie d'une Épître en vers sur le commerce, Leipzig, s. n., 1787.
- Le Cri de la nation à ses pairs, ou Rendons les prêtres citoyens par M. Hugou de Bassville, membre de plusieurs académies et du comité de district des Filles Saint-Thomas, Paris, Imprimerie de Monsieur, 1789, II-16 p. (lire en ligne).
- Mercure national, ou Journal d'État et du citoyen, Paris, Imprimerie de L. Potier de Lille, 1789-1790, 3 vol. — Cet hebdomadaire parut du 31 décembre 1789 au 30 août 1790 ; il fut remplacé par Révolutions de l'Europe et Mercure national réunis (1790), qui devint Mercure national et Révolutions de l'Europe : journal démocratique (1790-1791). N.-J. Hugou de Bassville contribua aux trois séries.
- Adresse aux Parisiens, Paris, Imprimerie de L. Potier de Lille, 1790, 8 p. — Concerne les élections municipales.
- Mémoires historiques, critiques et politiques de la Révolution de France, avec toutes les opérations de l'Assemblée nationale, par N. J. Hugou, ci-devant de Bassville, Paris, chez l'auteur et chez Bleuet, 1790, 4 vol. — Il existe, sous la même date, une édition en 2 vol. Cet ouvrage a été traduit en anglais (1790).
  - Tome 1 (lire en ligne).
  - Tome 2 (lire en ligne).
  - Tome 3 (lire en ligne).
  - Tome 4 (lire en ligne).
- Supplément aux feuilles du jour, ou Extrait du Mercure national, par un ami de la liberté, S. l., s. n., 1790, 8 p.

### Comme éditeur
- Jean Alexis Borrelly (publié et présenté à l'Assemblée nationale par Nicolas-Jean Hugou de Bassville), À l'Assemblée nationale, sur les moyens de former la Constitution et les loix..., Paris, Barrois le jeune, 1789, 32 p. (lire en ligne).
- Jean Alexis Borrelly (publié et présenté à l'Assemblée nationale par Nicolas-Jean Hugou de Bassville), Examen des droits respectifs du monarque et de la nation dans les réformes et les améliorations qu'exige la prospérité de la France, Paris, Laurent, 1789, 138 p. (lire en ligne).
- Frédéric II (roi de Prusse) (publié par Nicolas-Jean Hugou de Bassville), La Confédération : poëme en cinq chants, trouvé dans le portefeuille du philosophe de Sans-Soucy, et publié par un de ses aumôniers..., Hall, s. n., 1789, XVI-61 p. (lire en ligne). — Précédemment paru sous le titre Guerre des confédérés, en six chants ; le sixième chant ne figure pas dans cette édition.

## Pour approfondir